# 品川寺
品川寺（ほんせんじ）は、東京都品川区南品川三丁目にある真言宗醍醐派の寺院である。山号は海照山。本尊は水月観音と聖観音で、江戸三十三観音札所の第31番である。

## 歴史
寺伝によると、弘法大師空海を開山とし、大同年間（806 – 810年）に創建されたという。長禄元年（1457年）、江戸城を築いた太田道灌により伽藍が建立され、寺号を金華山大円寺と称した。その後戦乱により荒廃するが、承応元年（1652年）に弘尊上人により再興され、現在の寺号となった。スイス・ジュネーヴ市と深い縁を持つ梵鐘（後述）を始め、江戸六地蔵の第一番にあたる地蔵菩薩像や東海七福神の毘沙門天などがある。

## 梵鐘
明暦3年（1657年）の銘があり、徳川幕府第四代将軍徳川家綱の寄進とされる。鐘身に六観音像を鋳出する。この鐘は幕末に海外へ流出し、パリ万博（1867年）・ウィーン万博（1873年）に展示されたと伝えるが、その後所在不明となっていた。
大正8年（1919年）、文部省学芸部長の石丸優三は鐘がスイス・ジュネーヴ市のアリアナ美術館に所蔵されていることを発見。石丸から連絡を受けた当時の住職・仲田順海は返還交渉を開始した。外務大臣・幣原喜重郎ほか多くの人々の尽力により、ジュネーヴ市議会は鐘を日本へ戻すことに同意し、昭和5年（1930年）、同市の好意により品川寺に返還された。その際、返礼として品川寺から美術館へ石灯籠が贈られている。
梵鐘の返還が契機となった交流は戦後も続き、昭和39年（1964年）の東京オリンピックには仲田の招待でスイス選手団の歓迎パーティーが催された。また、平成3年（1991年）5月には品川寺からジュネーヴ市に新しい梵鐘が贈られ、同年9月には品川区とジュネーヴ市が友好都市となった。

## 文化財
重要文化財（国指定）

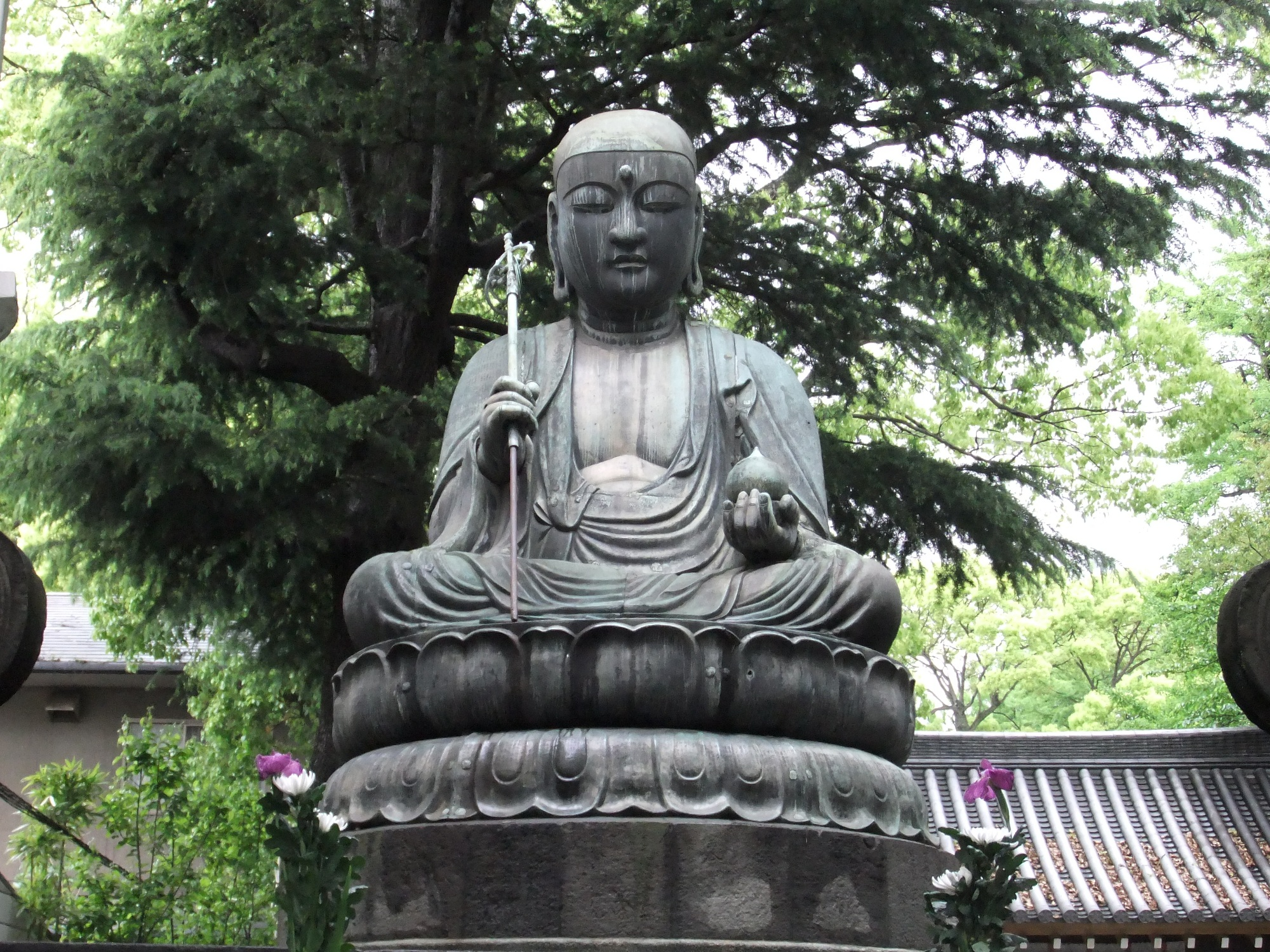
地蔵菩薩坐像

- 絹本著色仏眼曼荼羅図 - 鎌倉時代、東京国立博物館に寄託。

その他の文化財
- 梵鐘 - 重要美術品。解説は前出。
- 銅造地蔵菩薩坐像 - 東京都指定有形文化財（彫刻）[7]

山門前左手にある露座の仏像。宝永5年（1708年）に造られた、江戸六地蔵の第一番。現存する江戸六地蔵像のうち唯一頭上に傘を載せていない。
- 品川寺のイチョウ - 品川区指定天然記念物

山門脇にある、推定樹齢600年の大木。

## 交通アクセス
- 青物横丁駅より徒歩4分（経路案内）。